# أحمد بالهول الفلاسي
أحمد بن عبد الله حميد بالهول الفلاسي (مواليد 24 نوفمبر 1977م)، سياسي إماراتي، يشغل منصب وزير الرياضة ورئيس كليات التقنية العليا في الإمارات من 14 يوليو 2024م. شغل منصب وزير التربية والتعليم في دولة الإمارات العربية المتحدة منذ 22 مايو 2022 حتى 14 يوليو 2024. وهو شخصية إماراتية بارزة في مجال القيادة والتنمية، أسهم بشكل كبير في تعزيز التقدم والابتكار في دولة الإمارات العربية المتحدة. وهو وزير الدولة السابق للتعليم العالي ووزير الدولة السابق لريادة الأعمال والشركات الصغيرة والمتوسطة.

## التعليم
حاصل على درجة الدكتوراه من جامعة السير جون موناش في أستراليا، والماجستير في هندسة الاتصالات من جامعة ملبورن، وبكالوريوس هندسة الاتصالات من جامعة خليفة. 

## الحياة المهنية
بدأ الدكتور أحمد مسيرته المهنية في عدد من المناصب البارزة التي أثرت على تطوير العديد من القطاعات في الإمارات. في يوليو 2024، عُين وزيرًا للرياضة، حيث يتولى الإشراف على تصميم وتطوير استراتيجيات تهدف إلى تعزيز تنافسية القطاع الرياضي عالميًا، وتنمية المواهب الوطنية، وترسيخ الرياضة كجزء من نمط حياة صحي للمجتمع الإماراتي. كما شغل منصب رئيس الهيئة العامة للرياضة من يناير 2021 إلى يوليو 2024، حيث قاد تطوير الاستراتيجية الوطنية للرياضة 2031، وساهم في تطوير رياضة النخبة بالدولة.
في عام 2024، تم تعيينه رئيسًا لوكالة الإمارات للفضاء، حيث أشرف على السياسات والاستراتيجيات الوطنية لتعزيز ريادة دولة الإمارات في قطاع الفضاء وضمان استمرار مساهمته في الاقتصاد الوطني، وكان قد شغل سابقًا منصب رئيس مجلس إدارة وكالة الإمارات للفضاء من يونيو 2017 حتى 2020، حيث أشرف على برنامج الإمارات لرواد الفضاء، بما في ذلك إرسال أول رائد فضاء إماراتي إلى محطة الفضاء الدولية. وخلال هذه الفترة، أشرف أيضًا على تطوير القمر الاصطناعي "خليفة سات"، أول قمر اصطناعي عربي يتم تطويره بالكامل بأيدي مهندسين إماراتيين، ومسبار الأمل الذي وصل إلى كوكب المريخ في فبراير 2021.
كما يشغل الدكتور بالهول منصب أمين عام المجلس الأعلى للفضاء منذ أكتوبر 2024، حيث يقدّم الدعم الإداري والفني للمجلس.
كما تولى الدكتور أحمد منصب رئيس مجمع كليات التقنية العليافي يوليو 2024، وهي أكبر مؤسسة للتعليم العالي في الإمارات. يركز في هذا المنصب على التعليم التطبيقي وتشجيع الطلاب ورواد الأعمال على الابتكار، مع تحويل المجمع إلى منطقة حرة اقتصادية لتحقيق تطور ملموس في قطاع التعليم العالي. كما شغل منصب النائب الأول لرئيس اللجنة الأولمبية الوطنية منذ يونيو 2021، حيث عمل على تحسين الأداء الفني والإداري للفرق الأولمبية الإماراتية.

## المناصب السابقة
قبل تعيينه وزيرًا للرياضة، شغل الدكتور أحمد العديد من المناصب الوزارية. في مايو 2022 حتى يوليو 2024، تولى منصب وزير التربية والتعليم، حيث أشرف على تحول نظام التعليم لتعزيز الكفاءة ورفع جودة المخرجات بما يدعم احتياجات التنمية طويلة الأمد للدولة.
ومن يوليو 2020 حتى مايو 2022، تولى منصب وزير الدولة لريادة الأعمال والمشاريع الصغيرة والمتوسطة، حيث عمل على تعزيز دور المشاريع الصغيرة والمتوسطة كركيزة أساسية للاقتصاد الوطني وتطوير نماذج ريادة أعمال مبتكرة في مختلف القطاعات.
ومن فبراير 2016 حتى يوليو 2020، شغل منصب وزير الدولة لشؤون التعليم العالي والمهارات المتقدمة، حيث قاد تطوير أنظمة التعليم العالي والبحث العلمي. وبعد توليه مسؤولية المهارات المتقدمة في عام 2017، ركز على إعداد الكوادر الوطنية بقدرات مستقبلية متطورة.
وفي وقت سابق من مسيرته المهنية، شغل الدكتور بالهول منصب المدير التنفيذي للاستراتيجية وتطوير قطاع السياحة في دائرة السياحة والتسويق التجاري بدبي، حيث أشرف على التخطيط الاستراتيجي لتوسيع قطاع السياحة وتعزيز مساهمته في الاقتصاد الوطني.

## مناصب أخرى
شغل منصب الرئيس التنفيذي لشركة مصدر، ونائب رئيس قطاع الصناعة في شركة مبادلة للتنمية، وعضو مجلس إدارة في بنك الإمارات للتنمية والشركة الوطنية للتبريد المركزي (تبريد)، كما عمل مستشاراً لدى شركة الاستشارات الإدارية "ماكينزي أند كومباني"بالإضافة إلى عمله كأستاذ مساعد في جامعة خليفة للعلوم والتكنولوجيا.